# 5. südgrönländischer Landesratswahlkreis
Der 5. südgrönländische Landesratswahlkreis war von 1911 bis 1951 ein Landesratswahlkreis in Südgrönland. Der Wahlkreis umfasste die Gemeinden Qassimiut und Narsaq im Kolonialdistrikt Julianehaab.

## Vertreter
Folgende Personen vertraten den Wahlkreis:
| Wahlperiode | Landesrat                       | Stellvertreter         | Anmerkung          |
| ----------- | ------------------------------- | ---------------------- | ------------------ |
| 1911–1916   | Otto Egede                      | Jokum Motzfeldt        | Wahl 1911 ungültig |
| 1917–1922   | Enok Motzfeldt (nicht 1920)     | Jokum Motzfeldt (1920) |                    |
| 1923–1926   | Henrik Lund                     | Jokum Motzfeldt        |                    |
| 1927–1932   | Henrik Lund                     | ?                      |                    |
| 1933–1938   | Otto Egede                      | ?                      |                    |
| 1939–1944   | Niels Egede (nicht 1943)        | Otto Egede (1943)      |                    |
| 1945–1950   | Isak Lund († 1949) (nicht 1950) | Lars Motzfeldt (1950)  |                    |